# Rei de Armas de Norroy e Ulster
O Rei de Armas de Norroy e Ulster é um dos senhores Oficiais de Armas do Colégio de Armas, e o menor dos dois menores Reis de Armas provinciais. O atual ofício é a combinação dos dois cargos anteriores.

## Brasões

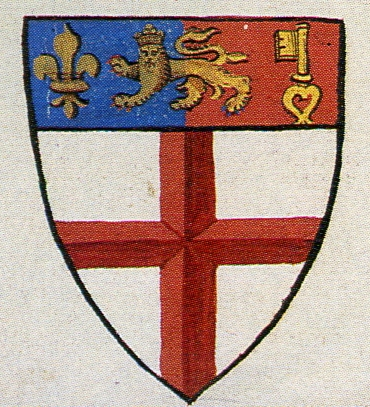
O brasão de armas do Rei de Norroy, tomado de Lant em 1595.
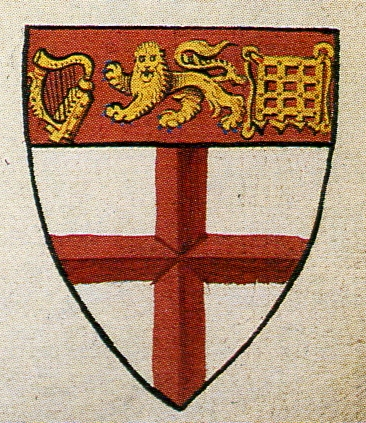
O brasão de armas do Rei de Ulster, também tomado de Lant em 1595.
O brasão de armas do Rei de armas de Norroy e Ulster em 1980.